# Pyszczak wargacz
Pyszczak wargacz (Cheilochromis euchilus) – gatunek słodkowodnej ryby z rodziny pielęgnicowatych (Cichlidae), jedyny przedstawiciel rodzaju Cheilochromis. Hodowany w akwariach.

## Występowanie
Gatunek endemiczny jeziora Malawi (Niasa) w Afryce.

## Opis
Osiąga do 35 cm, w akwariach do 20 cm długości. Gębacz. Samica składa jaja na kamieniu, a po ich zapłodnieniu pobiera do pyska na czas inkubacji. Żywią się owadami.
| Zalecane warunki w akwarium | Zalecane warunki w akwarium                           |
| --------------------------- | ----------------------------------------------------- |
| Zbiornik                    | duży, minimum 150 cm długości                         |
| Temperatura wody            | 24–27 °C                                              |
| Twardość wody               | twarda 8–25°n                                         |
| Skala pH                    | 7,3–8,8                                               |
| Pokarm                      | głównie roślinny, również żywe i mrożone larwy owadów |